# 那不勒斯和西西里的瑪麗亞·特蕾莎
瑪麗亞·特蕾莎（英語：Maria Theresa，1772年6月6日—1807年4月13日）是神圣罗马帝国、奥地利皇后和那不勒斯王國公主。她的丈夫是弗朗茨二世。
1790年，瑪麗亞·特蕾莎在维也纳和她刚喪妻的表哥法蘭茲二世结婚。法蘭茲的父亲和她的母亲是姐弟。瑪麗亞·特蕾莎婚后诞下十二个孩子，但在1807年4月因早产而逝世。